# Silener
Silener är väsen i grekisk mytologi som avbildas med hästöron och hästsvans och förekommer inom kulten av Dionysos. De förväxlas ofta med satyrer. Besläktade med nymfer och kentaurer.
Silener har ofta personifierats under namnet Silenos.